# Hippie
Hippierne er en del af ungdomsoprøret, som opstod i slutningen af 1960'erne.
Begrebet 'hippie' var udledt af ordet 'hip'. Dette var amerikansk beatnikslang for en person, der var med på noderne. Ordet ”hippie” optræder i Jack Kerouacs roman On The Road fra 1957. 
Et af kendetegnene for hippierne var, at de var imod den materielle grådighed i samfundet. De var imod 8 til 16-job og jagten på profit. 
Hippierne var ikke-voldelige og antimilitaristiske. Deres slogan var: 'Make love, not war'. Derfor var Vietnamkrigen et symbol for alt det onde. Netop denne antimilitarisme var en af grundene til at hippierne gik med langt hår, og dermed markerede, at de var i opposition til, borgerlige idealer og de karseklippede amerikanske soldater. 
Paul Hammerichs En Danmarkskrønike 1945-1972 har i bind tre flere afsnit omhandlende tiden fra sidst i 60erne til først i 70erne, se bl.a. "Hårrejsende hippier" på side 216. Men især afsnittet om "Det store Flip" behandler emnet Ungdommen og ungdomsoprøret.
I hippiernes stortid blev de af mange borgerlige oplevet som værende rebelske, underlige eller ligefrem farlige. Realiteten var dog, at disse nysgerrige unge mennesker blot ville eksperimentere og drømme – som unge jo vil – og selvom de fantaserede om at revolutionere Danmark og skabe et samfund med direkte demokrati, kollektiver  og fri kærlighed, havde de en fredelig tilgang til hele fantasien.
Generelt betragtes hippier som værende meget afslappede mennesker, der så at sige tager tingene som de kommer. Det kan måske argumenteres, at denne bekymringsfrie tilgang hænger sammen med det store forbrug af euforiserende stoffer, især hash og LSD (eller syre), som mange hippier havde i perioden mellem Summer of Love i 1967 og Thylejren i 1970.